# Grobniki
Grobniki (deutsch: Gröbnig, tschechisch Hrobníky) ist ein Ort in der Landgemeinde Głubczyce (Leobschütz) im Powiat Głubczycki der Woiwodschaft Oppeln in Polen.

## Geographie und Bebauung
Grobniki liegt drei Kilometer östlich von Głubczyce (Leobschütz) in der Schlesischen Tiefebene an der Psina (Zinna), einem linken Zufluss der Oder. Durch den Ort verläuft die Landstraße 38.
Nachbarorte sind im Westen Głubczyce (Leobschütz), im Nordosten Debrzyca (Schönbrunn) und im Süden Bernacice (Wernersdorf).
Die Siedlung wurde entlang zweier parallel an einem Bach verlaufenden Dorfstraßen angelegt. Die Häuser sind größtenteils Giebelständig mit Einfahrtstoren und Pforten zur Straße hin.

## Geschichte

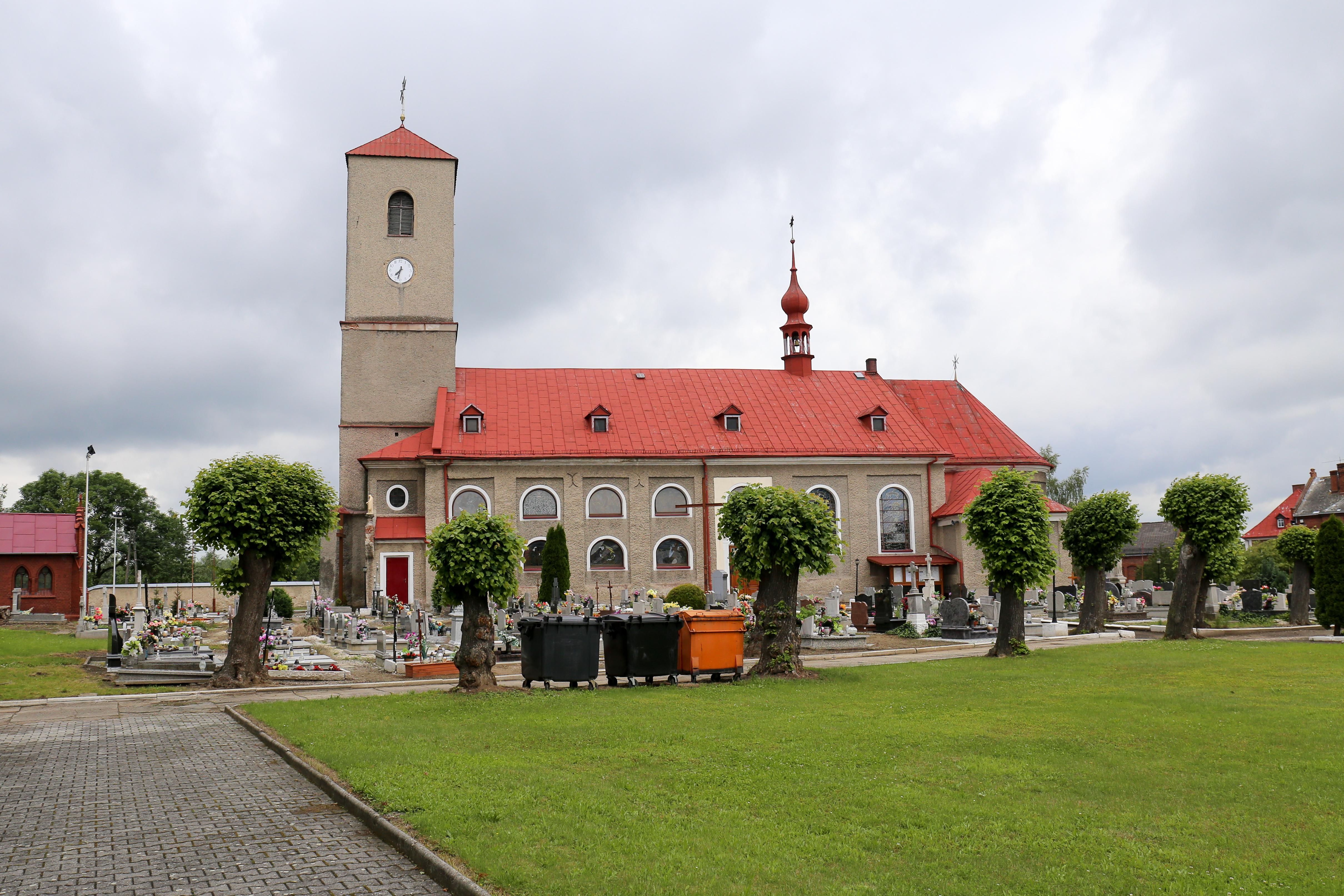
Kirche Johannes der Täufer

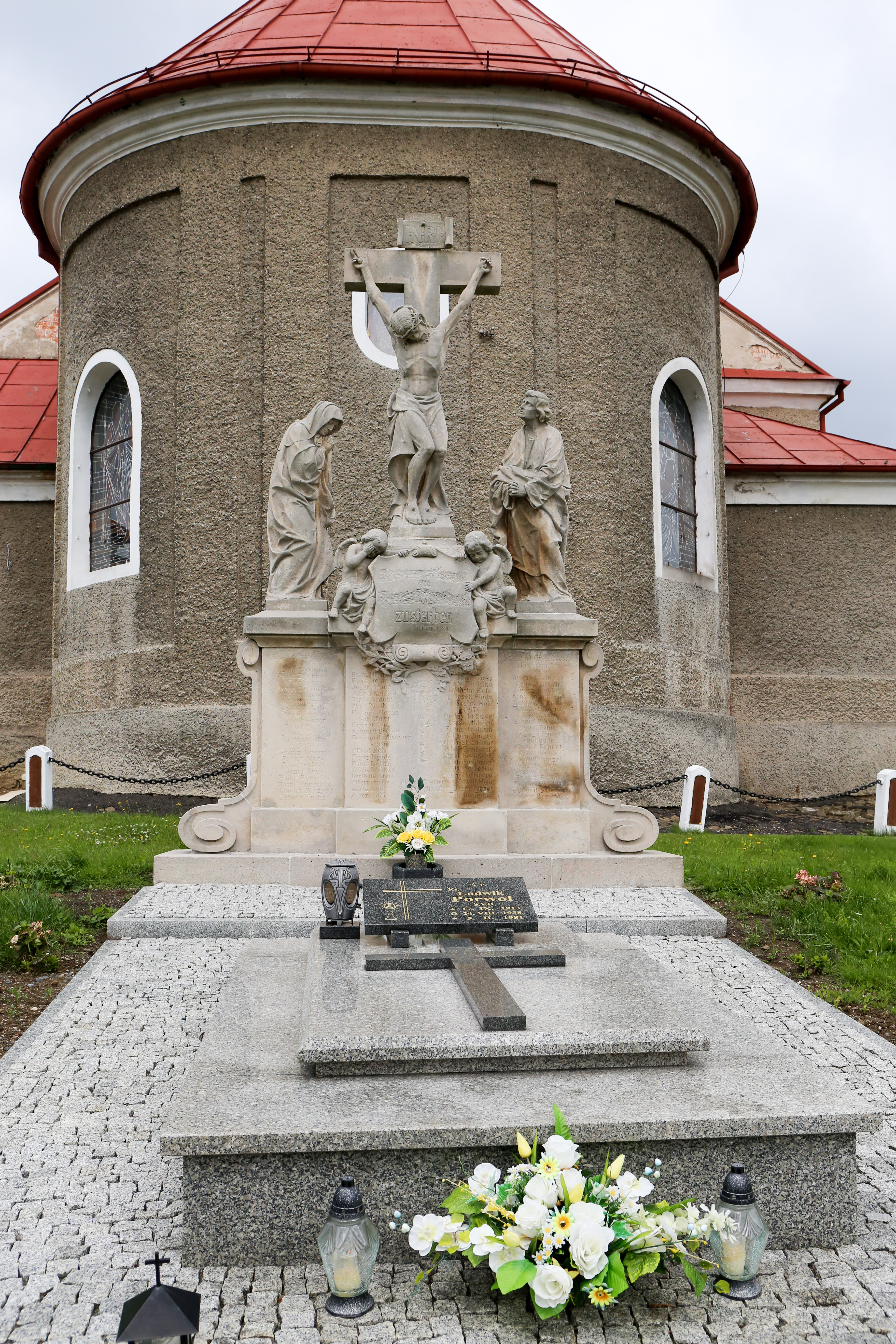
Gefallenendenkmal

Das Dorf gehörte zum Herzogtum Oppeln und gelangte bereits 1168 an die Johanniter, die von Prag nach Leobschütz kamen. Deren Komtur Georg von Proskau errichtete 1559 in Gröbnig neben der späteren Kirche eine Johanniter-Komturei.
Nach dem Ersten Schlesischen Krieg 1742 fiel Gröbnig mit dem größten Teil Schlesiens an Preußen.
Nach der Neuorganisation der Provinz Schlesien gehörte Gröbnig ab 1816 zum Landkreis Leobschütz, mit dem es bis 1945 verbunden blieb. 1845 bestanden im Dorf eine katholische Pfarrkirche, eine katholische Schule, ein Schloss, eine Brauerei, eine Brennerei, zwei Wassermühlen (Nieder- und Schlossmühle) und 229 Häuser. Im gleichen Jahr lebten in Gröbnig 1547 Einwohner, davon zehn evangelisch. 1861 befinden sich in Gröbnig zwei Erbgerichte, 53 Bauern-, 85 Gärtner- und 90 Häuslerstellen sowie zwei Windmühlen. In der katholischen Schule wurden damals 217 Schüler unterrichtet. 1874 wurde der Amtsbezirk Gröbnig gebildet, dem die Landgemeinden Dittmerau, Gröbnig, Schönbrunn und Taumlitz eingegliedert wurden. Erster Amtsvorsteher war der Erbrichter Engel in Gröbnig.
Bei der Volksabstimmung in Oberschlesien am 20. März 1921 stimmten in Gröbnig 1439 Personen für einen Verbleib bei Deutschland und eine für Polen. Gröbnig verblieb wie der gesamte Stimmkreis Leobschütz beim Deutschen Reich. 1923 wurde das Dorf elektrifiziert. 1933 wurden 1844 Einwohner gezählt, 1939 waren es 1826 Einwohner. Kurz vor dem Einrücken der Roten Armee wurde die Dorfbevölkerung am 17. März 1945 gegen 22 Uhr mit dem Zug evakuiert. Die Züge fuhren in Richtung Passau.
1945 kam der bisher deutsche Ort unter polnische Verwaltung. Er wurde in Grobniki umbenannt und der Woiwodschaft Schlesien angeschlossen. 1950 wurde Grobniki der Woiwodschaft Oppeln zugeteilt. 1964 wurde der gesamte Ortskern mit seinen giebelständigen Häusern unter Denkmalschutz gestellt. 1999 wurde es Teil des wiedergegründeten Powiat Głubczycki.

## Sehenswürdigkeiten

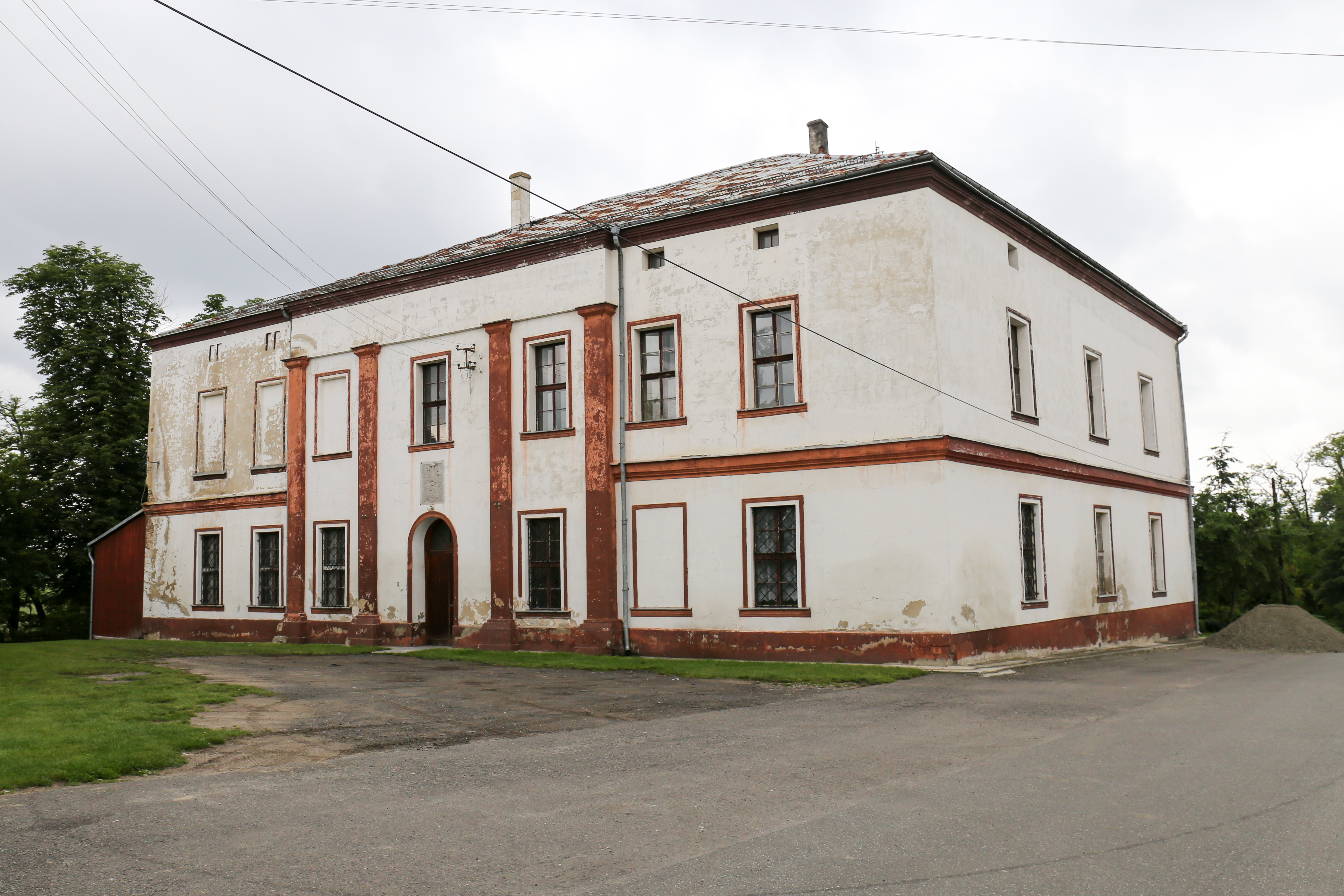
Schloss Gröbnig

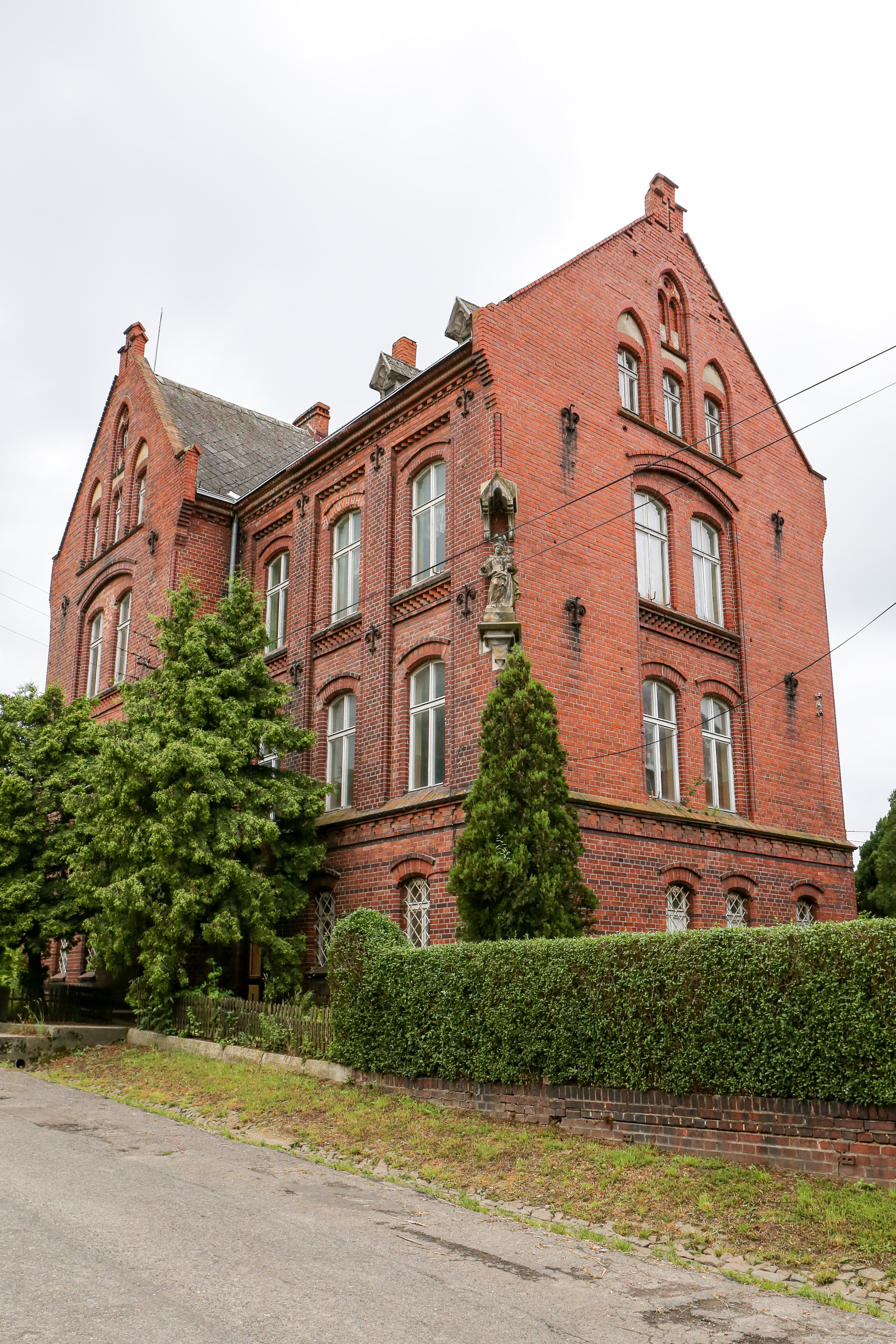
Wohnhaus im Dorf

- Die römisch-katholische Kirche Johannes der Täufer (Kościół Ścięcia św. Jana Chrzciciela) wurde 1586 durch die Johanniter errichtet, 1701 unter dem Komtur v. Thun umgebaut, 1869/70 renoviert und 1902 nach Osten verlängert. An der Westseite befindet sich der Glockenturm mit Zeltdach.[6] Der Kirchenbau steht seit 1964 unter Denkmalschutz.[7]
- Das barocke Pfarrhaus wurde in der zweiten Hälfte des 18. Jahrhunderts auf quadratischem Grundriss im Stil errichtet. Das zweigeschossige Gebäude besitzt ein hohes Walmdach und ein flaches Mittelrisalit.[6]
- Das Schloss Gröbnig (ehemalige Johanniter-Komturei)  wurde 1559 unter dem Komtur Georg von Proskau errichtet. Der Bau entstand im Stil der Gotik und Renaissance.[6]
- Besonders bemerkenswerte Wohnhäuser sind in der ul. Dolna 1, der ul. Gliwicka 1 und der ul. Głubczycka 13.[6]
- Denkmal für die Gefallenen des Ersten Weltkriegs.
- Steinerne Wegkapelle im klassizistischen Stil.
- Neugotische steinerne Wegkapelle.
- Statue des böhmischen Landesheiligen Johannes Nepomuk aus dem Jahr 1740 auf der Brücke (ul. Św. Jana).[6]

## Vereine
- Freiwillige Feuerwehr OSP Grobniki

## Söhne und Töchter des Ortes
- Carl Proske (1794–1861),  deutscher Sammler und Herausgeber kirchenmusikalischer Werke, Reformer der katholischen Kirchenmusik, Arzt und Geistlicher
- Bernhard Kothe (1821–1897), deutscher Komponist, Kirchenmusiker, Musikpädagoge und -historiker
- Herbert Reske (1937–2022), deutscher Fußballspieler